# Grigorij Danilewski
Grigorij Pietrowicz Danilewski (ros. Григорий Петрович Данилевский, ukr. Григорій Петрович Данилевський, ur. 26 kwietnia 1829 we wsi Daniłowka w guberni charkowskiej, zm. 18 grudnia 1890 w Petersburgu) – ukraińsko-rosyjski pisarz, urzędnik państwowy i tłumacz.

## Życiorys
Urodził się w rodzinie bogatego ukraińskiego właściciela ziemskiego. Wcześnie stracił ojca, wychowywała go matka. W 1846 ukończył Moskiewski Instytut Szlachecki (wydział humanistyczny), a w 1850 studia prawnicze na Uniwersytecie Petersburskim, po czym podjął pracę w Ministerstwie Edukacji Narodowej. Podczas tej pracy wyjeżdżał służbowo do wielu różnych guberni, jednocześnie ucząc się historii i etnografii Rosji. Regularnie odwiedzał literackie salony Moskwy i Petersburga, znał wielu pisarzy i wydawców, m.in. Gogola, którego uwielbiał. Zwracając się w kierunku ukraińskiej kultury narodowej, badał życie i twórczość XVIII-wiecznego poety i filozofa H. Skoworody i pisał na ten temat artykuły. W końcu wyjechał z Petersburga i wrócił w rodzinne strony. W okresie przygotowywania reformy ustroju wsi pracował w wybieranym przez szlachciców komitecie ds. poprawy bytu chłopów, otrzymując bogaty materiał o życiu chłopów pańszczyźnianych i ich stosunkach z właścicielami ziemskimi. W 1859 opublikował opowiadanie Sorokopanowka, a w 1860 szkic Pensylwancy i karolincy. Kolejne powieści opublikował w piśmie "Wriemia" - w 1862 Biegłyje w Noworosjii, a w 1863 Wola (Biegłyje worotiliś); przyniosły mu one szeroki rozgłos. W 1869 wrócił do Petersburga, gdzie został członkiem Rady ds. Prasy i redaktorem oficjalnej gazety "Prawitielstwiennyj Wiestnik". Dosłużył się rangi tajnego doradcy. W końcu lat 70. przeszedł do tematów rosyjskiej historii, 1888-1889 napisał powieść Cziornyj God (Pugaczowszczyna). Najbardziej znane jego powieści historyczne to Mirowicz (1879), Kniażna Tarakanowa (1883) i Sożżennaja Moskwa (1886).